# İki Genç Kız
Pour plus de détails, voir Fiche technique et Distribution.
İki Genç Kız (Deux jeunes filles) est un film turc réalisé par Kutluğ Ataman, d'après un roman de Perihan Mağden, sorti en 2005.

## Synopsis
Behiye est une étudiante d'esprit rebelle qui ne s'entend pas avec sa famille. Elle rencontre Handan, qui vit chez sa mère Levan et cherche à retrouver son père qui les a abandonnées. Leur relation va les confronter aux préjugés de leur société.

## Fiche technique
- Titre : İki Genç Kız
- Titre international : 2 Girls
- Réalisation : Kutluğ Ataman
- Scénario : Kutluğ Ataman et Perihan Mağden, d'après le roman de cette dernière
- Photographie : Emre Erkmen
- Montage : Aziz Imamoglu, Zeynep Zilelioglu, Levent Çelebi (Lewo)
- Musique : Replikas, Nazan Öncel
- Société de production : Witch, Yalan Dünya
- Pays :  Turquie
- Genre : Drame
- Durée : 115 minutes
- Dates de sortie : 
  -  Turquie : 29 avril 2005

## Distribution
- Feride Çetin : Behiye
- Vildan Atasever : Handan
- Hülya Avşar : Leman, la mère de Handan
- Sezgi Mengi : Erim
- Yesim Ceren Bozoglu : Tezgahtar
- Hatice Aslan : Aslan

## Distinctions
- Festival international du film d'Antalya 2005 : meilleur réalisateur et prix spécial du jury pour Kutluğ Ataman, meilleure actrice pour Vildan Atasever, meilleure photographie pour Emre Erkmen et meilleur design sonore[4]
- Prix de l'association des critiques de film turcs 2005 : meilleure musique pour Replikas[5]
- Festival international du film d'Ankara 2006 : prix du meilleur film en compétition nationale, meilleur réalisateur, meilleur espoir féminin pour Feride Çetin et meilleur scénario[5]
- Festival international du film d'Adana 2006 : prix de la meilleure actrice pour Feride Çetin[5]
- Festival du film d'Istanbul 2006 : meilleur réalisateur pour Kutluğ Ataman[5]